# Radisson (Wisconsin)
Radisson es una villa ubicada en el condado de Sawyer en el estado estadounidense de Wisconsin. En el Censo de 2010 tenía una población de 241 habitantes y una densidad poblacional de 236,17 personas por km².

## Geografía
Radisson se encuentra ubicada en las coordenadas 45°46′6″N 91°13′4″O / 45.76833, -91.21778. Según la Oficina del Censo de los Estados Unidos, Radisson tiene una superficie total de 1.02 km², de la cual 1.02 km² corresponden a tierra firme y (0%) 0 km² es agua.

## Demografía
Según el censo de 2010, había 241 personas residiendo en Radisson. La densidad de población era de 236,17 hab./km². De los 241 habitantes, Radisson estaba compuesto por el 82.99% blancos, el 3.32% eran afroamericanos, el 4.98% eran amerindios, el 1.24% eran asiáticos, el 0% eran isleños del Pacífico, el 1.66% eran de otras razas y el 5.81% pertenecían a dos o más razas. Del total de la población el 4.98% eran hispanos o latinos de cualquier raza.